# PlayStation VR Worlds
PlayStation VR Worlds — это сборник видеоигр, разработанный британской London Studio и изданный Sony Interactive Entertainment. Она была выпущена 13 октября 2016 года в качестве стартовой игры для гарнитуры виртуальной реальности PlayStation VR. Игра включает в себя пять различных мини-игр, включая «Лондонское ограбление», «VR Сани», «Космическая одиссея», «Опасное погружение» и «Жестокие игры». После выпуска игра получила смешанные отзывы.

## Геймплей
PlayStation VR Worlds — это игра в виртуальной реальности, которая предлагает пять различных мини-игр, в числе которых:
- Лондонское ограбление: шутер от первого лица, в котором игрок управляет мафиози, которому поручено украсть алмаз.
- VR Сани: в игре VR Сани персонаж скользит по шоссе на санях, уклоняясь от других транспортных средств.
- Космическая одиссея: игроки исследуют научно-фантастическую локацию с помощью транспортных средств и побеждают пришельцев, используя луч и импульсные пушки.
- Опасное погружение: персонаж игрока спускается на глубину океана и наблюдает за различными представителями морской фауны.
- Жестокие игры: — спортивная игра, в которой игрок использует голову для удара по мячу.

## Разработка
London Studio выступает разработчиком игры. Официально об этом было объявлено в марте 2016 года. До анонса игры, «Опасное погружение», «Лондонское ограбление» и «VR Сани» были созданы в качестве технической демонстрации для PlayStation VR. «Лондонское ограбление» является единственной мини-игрой из набора позволяющей использовать контроллеры PlayStation Move. Игра была выпущена 13 октября 2016 года в качестве стартовой игры для гарнитуры виртуальной реальности PlayStation 4, PlayStation VR.

## Восприятие
| Сводный рейтинг    | Сводный рейтинг |
| Агрегатор          | Оценка          |
| ------------------ | --------------- |
| GameRankings       | 57,07 %         |
| Metacritic         | 59/100          |
| Иноязычные издания |                 |
| Издание            | Оценка          |
| GameSpot           | 6/10            |
| IGN                | 6/10            |

По данным сайта-агрегатора обзоров Metacritic, игра получила неоднозначные отзывы. «Лондонское ограбление» было оценено критиками как одной из лучших мини-игр. «Опасное погружение» также получило высокую оценку, хотя многие критики отметили его как «пассивный» опыт. «Космическая одиссея» была сильно раскритикована за то, что она вызывала укачивание. Также критиковались отсутствие возможности повторного прохождения игры и высокая цена. Крис Картер из Destructoid назвал игру «платной демоверсией».

## Последствия
Мини-игра «Лондонское ограбление» была расширена London Studio до полноценной игры под названием Blood & Truth, которая была выпущена 28 мая 2019 года.